# Pandemia de COVID-19 en el Perú
El primer caso de la pandemia de COVID-19 en el Perú fue anunciado el 6 de marzo de 2020, y la transmisión comunitaria fue confirmada el 15 de marzo, mientras que el primer fallecimiento fue reportado dos días después. El brote se extendió a todo el país, con Ucayali siendo el último departamento en reportar su primer caso el 12 de abril. En julio de 2020, se confirmó que indígenas sharanahuas en la provincia de Purús habían sido contagiados, convirtiéndose en la última provincia del país en declarar tener presencia infectados. Desde finales de abril de 2020, los contagios aumentaron y el Perú se convirtió en el segundo país con más casos en América Latina y el quinto en el mundo. El 26 de agosto de 2020, el Perú alcanzó el mayor índice de mortalidad per cápita y el noveno país con mayor cantidad de muertes totales. Con más de 200 000 muertos, el evento fue el más mortífero de la historia del Perú, cobrándose más vidas que la época del terrorismo.
El 15 de marzo de 2020, el gobierno declaró estado de emergencia y aislamiento social obligatorio a nivel nacional por 15 días, lo que se extendió varias veces hasta fines de junio. En junio, se cambió la cuarentena general por un aislamiento social focalizado y se flexibilizó la inmovilización social obligatoria. Esta medida se extendió varias veces hasta septiembre, con nuevos departamentos y provincias entrando en aislamiento focalizado. En enero de 2021, comenzó la segunda ola, con algunas regiones regresando a la cuarentena total. El 4 de enero de 2022, se oficializó el inicio de la tercera ola, que tuvo picos muy superiores de contagios a comparación de las dos anteriores. El 26 de junio de 2022 se oficializó el inicio de la cuarta ola y el 2 de diciembre la quinta ola.

## Contexto

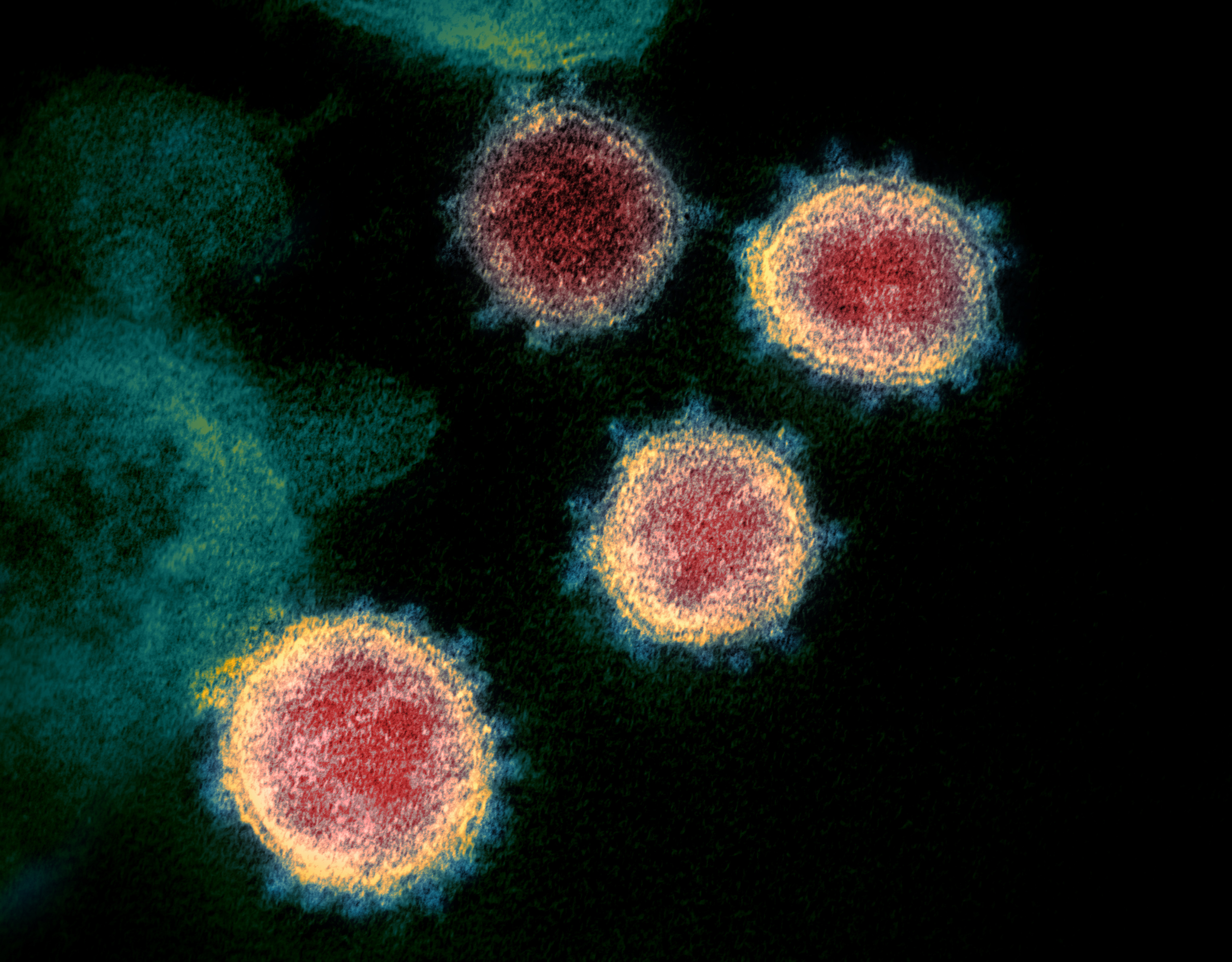
Imagen del SARS-CoV-2 captada a través de un microscopio electrónico de transmisión del Instituto Nacional de Alergias y Enfermedades Infecciosas.

La Organización Mundial de Salud (OMS) anunció el 31 de diciembre de 2019 la existencia de una nueva enfermedad infecciosa en Wuhan, China, que ocasionaba neumonía con causa desconocida. A principios de enero de 2020 se reveló la presencia de un nuevo tipo de coronavirus, inicialmente denominado 2019-nCoV y posteriormente SARS-CoV-2, renombrado debido a su parecido con el virus del SARS, el SARS-CoV. El 11 de febrero de 2020, la OMS nombró a la enfermedad infecciosa causada por este virus como COVID-19, acrónimo del inglés coronavirus disease 2019.
La rápida propagación del virus obligó a la OMS a declarar una emergencia sanitaria de preocupación internacional el 30 de enero de 2020 y el 11 de marzo de 2020 declarar la situación como una pandemia a nivel global.

## Cronología
El brote inicial de COVID-19 en Perú comenzó en enero de 2020, con sospechas de contagio que resultaron en pruebas negativas. Sin embargo, el 6 de marzo se confirmó el primer caso positivo en el país. A medida que los casos aumentaron, el gobierno implementó medidas de contención, como el estado de emergencia sanitaria, cierre de fronteras, toque de queda y habilitación de hospitales exclusivos para pacientes con COVID-19. A pesar de estas medidas, el sistema de salud peruano enfrentó dificultades y se cuestionó su capacidad para hacer frente a la pandemia. Después se cambió la categorización, que a partir del 31 de mayo del 2021 se cambió el criterio de “Fallecidos por Covid-19” por “Muertes por Covid-19” y como resultado las cifras de muertes creció casi al triple en el número de registros, esta nueva clasificación está definida por el cumplimiento de al menos uno de siete criterios técnicos.
Durante la pandemia, se implementaron medidas para reactivar la economía en diferentes fases, como programas de gasto público y reinicio gradual de actividades económicas. En agosto, se observó una disminución en el número de fallecimientos y hospitalizaciones, lo que llevó al levantamiento de la cuarentena en todo el país, aunque se mantuvieron algunas restricciones. Sin embargo, a finales de 2020 y principios de 2021, se observó un resurgimiento de la enfermedad, lo que llevó a la implementación de medidas de restricción y cuarentenas focalizadas en áreas con mayor incidencia de casos.
La aparición de variantes del SARS-CoV-2 también afectó a Perú, con la detección de variantes como Gamma, Alfa, P.1, Lambda y Delta en varias regiones del país. En enero de 2022, se inició una tercera ola debido a la variante ómicron, con un aumento significativo de casos. Se implementaron medidas adicionales, como la toma exclusiva de pruebas moleculares para personas con comorbilidades y adultos mayores, y se autorizó la venta de autotest COVID-19 en farmacias. Posteriormente, se experimentaron una cuarta y quinta ola de contagios en el país, con Lima como epicentro en la cuarta ola y el fin de la quinta ola anunciado en febrero de 2023 y siendo clasificado en una fase endémica.
En enero de 2024, se reportó un incremento de casos de COVID-19 a nivel nacional de hasta 8.000 casos semanales, principalmente en las ciudades Tacna, Moquegua, Cusco, Arequipa, Ica y Lima. De acuerdo al Centro Nacional de Epidemiología, Prevención y Control de Enfermedades, el incremento de casos se debe a las reuniones de fin de año de 2023.
El gobierno anunció que el Minsa aplicó casi 200.000 dosis de la vacuna contra la covid-19 en lo que va del año 2024.

## Respuesta del gobierno

### Emergencia sanitaria
El 11 de marzo, el Gobierno hace oficial la declaración de Emergencia Sanitaria a nivel nacional durante 90 días, luego que en ese mismo día la Organización Mundial de la Salud (OMS) declarada al COVID-19 como una pandemia a nivel mundial. Esa medida estableció que en un plazo de 72 horas, mediante un Decreto Supremo N° 008-2020-SA, el Ministerio de Salud emita un Plan de Acción junto con la relación de bienes y servicios que se requieren contratar para enfrentar la emergencia sanitaria, esto incluye al Seguro Social de Salud (EsSalud) y las Sanidades de las Fuerzas Armadas y Policía Nacional del Perú. Con este plan, el gobierno «busca fortalecer los sistemas de vigilancia, contención y respuesta para mitigar el impacto sanitario, social y económico que tendría el coronavirus en el país». En ese sentido, las instituciones públicas y privadas encargadas de la administración de los puertos, aeropuertos y puestos de entradas terrestres son responsabilizadas a aplicar medidas sanitarias necesarias con el fin de evitar la propagación de la COVID-19. Esta medida también involucra a personas que ingresan al territorio peruano, sean peruanos y en especial extranjeros provenientes de países con antecedentes epidemiológicos (como Italia, España, Francia y China), son intervenidas obligatoriamente a un periodo de aislamiento domiciliario por 14 días.
El 4 de junio, el gobierno publica —mediante el Decreto Supremo 020-2020-SA— una prórroga el estado de emergencia sanitaria por 90 días adicional desde el 10 de junio hasta el 7 de septiembre.

### Estado de emergencia

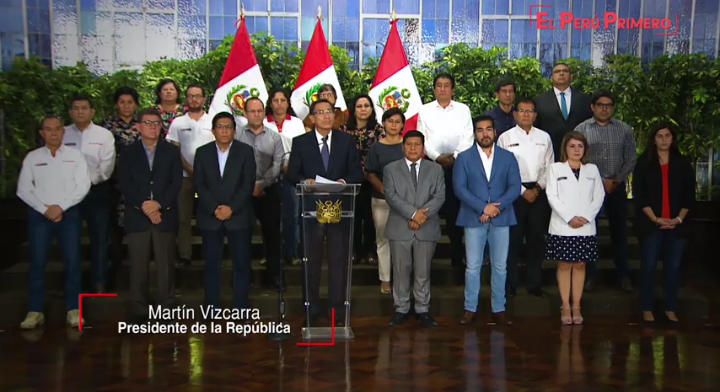
Presidente Martín Vizcarra junto a su Consejo de Ministros da la orden de Estado de emergencia (15 de marzo de 2020).

El 15 de marzo y en una rueda de prensa, el gobierno decreta el Estado de Emergencia y cuarentena a nivel nacional, siendo aplicada legalmente el día 16 de marzo de 2020 a las 00:00 horas hasta el 30 de marzo de 2020 a las 00:00 horas. Esta medida fue realizada un día antes que el presidente anunciara la llegada la fase de contagio comunitario en el país, para ese entonces en el exterior, el Perú ha sido considerado como el primer país de América Latina en decretarla.
Según el Decreto Supremo, las principales medidas de un Estado de Emergencia en el Perú son el cierre total de las fronteras y el aislamiento social obligatorio (cuarentena nacional). También aplicó a las fuerzas armadas y la policía, la responsabilidad de garantizar el cumplimiento de las medidas anunciadas, autorizando la libre intervención de personas, vehículos, locales y establecimientos que violen la medida. La única excepción aplicada, son la operación los servicios comerciales, de banca y medicinal, garantizando el constante abastecimiento de alimentos y medicinas, así como la continuidad de los servicios de agua, saneamiento, energía eléctrica, gas, combustible, telecomunicaciones, limpieza, recojo de residuos sólidos, servicios funerarios y entre otros.
Cuatro días antes de finalizar el estado de emergencia, mediante una evaluación del gobierno en la evolución de la enfermedad y el acatamiento de aislamiento social, el presidente Martín Vizcarra decidió decretar una extensión adicional el día 26 de marzo, manteniendo las mismas medidas y ampliándose hasta el 12 de abril. Sin embargo, esta medida se extendería en varias ocasiones debido al crecimiento continuo de casos positivos: Tercera ampliación anunciada el 8 de abril (12 de abril-26 de abril), cuarta ampliación el 23 de abril (26 de abril-10 de mayo), quinta ampliación el 8 de mayo (10 de mayo-24 de mayo), sexta ampliación el 22 de mayo (24 de mayo-30 de junio) con ciertas modificaciones y concesiones en las restricciones que se venían acatando hasta la fecha.
Asimismo, el gobierno también estableció medidas adicionales durante el estado de emergencia, como la limitación de circulación de las calles por género cada dos días incluyendo una restricción total en los domingos y la inmovilización total en los días de Semana Santa (9 y 10 de abril)
El 26 de junio, el Gobierno de Martín Vizcarra decidió ampliar el estado de emergencia hasta el viernes 31 de julio, según el Decreto Supremo publicado en el diario oficial El Peruano. El Decreto Supremo precisa también que, a partir del 1 de julio, la nueva estrategia es una cuarentena focalizada (a excepción de los departamentos de Arequipa, Ica, Junín, Huánuco, San Martín, Madre de Dios y Ancash en donde continúa la cuarentena general), lo cual implica que los niños menores de catorce años, así como las personas en grupos de riesgo como los adultos mayores de 65 años y quienes presenten comorbilidades conforme lo determina la Autoridad Sanitaria Nacional deberán continuar en aislamiento social obligatorio.
Las excepciones escritas detalladamente en el Decreto Supremo N° 044-2020-PCM son:
- Adquisición, producción y abastecimiento de alimentos, lo que incluye su almacenamiento y distribución para la venta al público.
- Adquisición, producción y abastecimiento de productos farmacéuticos y de primera necesidad.
- Asistencia a centros, servicios y establecimientos de salud, así como centros de diagnóstico, en casos de emergencias.
- Retorno al lugar de residencia habitual.
- Asistencia y cuidado a personas adultas mayores, niñas, niños, adolescentes, dependientes, personas con discapacidad o personas en situación de vulnerabilidad.
- Entidades financieras, seguros y pensiones, así como los servicios complementarios y conexos que garanticen su adecuado funcionamiento.
- Producción, almacenamiento, transporte, distribución y venta de combustible.
- Medios de comunicación y centrales de atención telefónica.

### Toque de queda
El toque de queda a nivel nacional fue realizado el día 18 de marzo, según las declaraciones del presidente, esta decisión surgió debido al incumplimiento del aislamiento social obligatorio por la población. Esta medida fue aplicada el mismo día desde las 20:00 horas hasta las 5:00 horas (UTC−5). Asimismo, las fuerzas armadas y policiales fueron facultados para hacer cumplir la prohibición. A su vez, también decretó la prohibición del uso de vehículos particulares a excepción de aquellos necesarios para la prestación de algunos servicios esenciales. Según el Decreto Supremo N.º 046-2020-PCM, las excepciones durante el toque de queda son válidas para el personal estrictamente necesario que brinde servicio en las actividades esenciales para la crisis.
El 26 de marzo, debido al crecimiento de los casos y una mayor incidencia en la violación de la cuarentena, el gobierno establece una ampliación en el horario desde las 18:00 horas hasta las 5:00 horas para los departamentos de Piura, Loreto y Lambayeque. El 23 de mayo, el gobierno decide establecer un toque de queda las 24 horas todos los domingos hasta el 30 de junio a excepción del personal de salud, fuerzas armadas y policial, medios de comunicación, entre otros. El 27 de junio, el gobierno anuncia nuevos cambios para el toque de queda, reduciendo el horario desde las 22:00 horas hasta las 4:00 horas de lunes a domingo a excepción de los departamentos de Arequipa, Ica, Junín, Huánuco, San Martín, Madre de Dios y Ancash que rige desde las 20:00 horas hasta las 4:00 horas. Asimismo, deja sin efecto el toque de queda de 24 horas en todos los domingos.
Según del Decreto Supremo N.º 046-2020-PCM, las excepciones durante el toque de queda son:
- Abastecimiento de servicios.
- Salud.
- Medicinas.
- Continuidad de los servicios de agua, saneamiento, energía eléctrica y gas.
- Combustibles.
- Telecomunicaciones.
- Limpieza y recojo de residuos sólidos.
- Servicios funerarios.
- Transporte de carga, mercancías y actividades conexas.
- Prensa.

### Plan económico
Debido a la paralización económica que causó el coronavirus durante el mes de marzo, el presidente del Banco Central de Reserva Julio Velarde, ha decidido lanzar un plan de garantías por una cantidad de 30 000 millones de soles con el objetivo de asegurar la cadena de pagos de las empresas y acelerar la recuperación de algunos sectores que están siendo afectados por la cuarentena. Días más tarde, el gobierno empieza a armar «el mayor plan económico de América Latina contra la COVID-19», un plan de estímulo que según el reportero de BBC Noticias es —en términos de porcentaje de PIB— equiparable al de Dinamarca, el Ministerio de Economía ha comunicado que dicha inversión es un «equivalente del 12 % del PIB del país» y que son divididas en dos etapas, decidiendo destinar más de 25 mil millones de soles. Según la ministra de economía, esta medida se pudo realizar considerándose que el Perú cuenta con las finanzas públicas más fuertes de América Latina, una baja inflación, una de las monedas menos volátiles de la región, una reserva internacional de 68 044 millones y una deuda pública del 27 % del PIB, siendo las más bajas de América Latina. Para el 3 de abril, el ejecutivo anunció la creación del plan «Reactiva Perú» que utilizará una garantía de 30 000 millones de soles para las empresas que están siendo afectadas por la paralización del país y cuyo monto proviene del Tesoro Público, para dicho plan los expertos señalan que la clave está en el costo anual que los bancos aplicarán a los empleadores.

### Subsidio
El 16 de marzo, día que entró en vigencia el Estado de Emergencia, el gobierno tomó la decisión de realizar un subsidio de 380 soles para las familias más vulnerables durante los primeros 15 días con el objetivo beneficiar una cantidad de 9 millones de personas que representa en el país un 72 % de la población ocupada y principalmente informal. El 1 de abril, el gobierno aplica un segundo bono de 360 soles para las familias vulnerables, por motivos de la extensión de la cuarentena decretada el día 26 de marzo. El 30 de marzo, el Ministerio de Vivienda, Construcción y Saneamiento, anunció la suspensión del pago del servicio de agua para el mes de marzo y abril en la ciudad de Lima, fraccionando el coste de ambos meses a lo largo de los 24 meses, mientras que el resto de los servicios aún mantuvo las conversaciones con el gobierno y algunos optaron por ofrecer la suspensión de los cortes de los servicios como la Telefonía e Internet. El 16 de abril, luego de una tercera prórroga de la cuarentena, el presidente Martín Vizcarra anuncia una transferencia para bono de 380 soles para las familias vulnerables de las zonas urbanas que será aplicada el viernes 17 de abril. El 23 de abril, el presidente anuncia el Bono Familiar Universal de 760 soles para 6.8 millones de hogares, tras comunicar que las anteriores medidas fueron insuficientes y no llegaron a todos. Esta medida fue procesada el día 27 de abril captando unos 4 millones de beneficiados de los 6.8 millones en total y oficializada el día 6 de mayo, destinando unos 1226 millones de soles.
El 20 de marzo, el gobierno crea el «Fondo de Apoyo Empresarial a la MYPE» con el objetivo de garantizar los créditos para capital de trabajo otorgados a las MYPE incluyendo el reestructurar y refinanciar sus deudas. Dos días después, el Ministerio de la Producción decide facilitar créditos a las MYPES con un periodo de gracia de hasta 6 meses. El 26 de marzo, el presidente Martín Vizcarra subsidia un 35 % de las planillas en las empresas para los trabajadores con sueldos de hasta 1500 soles —con el objetivo de garantizar la preservación del empleo privado durante la cuarentena y el toque de queda—, este subsidio tuvo un coste cercano a los 600 millones de soles y dicha medida fue aplicada formalmente el día 30 de marzo. Más tarde, el poder ejecutivo aprueba el retiro de 2400 soles de los fondos de Compensación de Servicios (CTS), una medida que busca mitigar el impacto económico por la ampliación del Estado de Emergencia. El 27 de marzo, el ejecutivo procedió suspender los aportes de los trabajadores a las Administradoras de Fondo de Pensiones (AFP) a lo largo del mes de abril con la finalidad que los empleados cuenten con mayor liquidez. Sin embargo, esta medida fue rápidamente criticada por la ministra de economía María Antonieta Alva y el director general de Mercados Financiero y Previsional Privado del MEF Oscar Graham, implicando que afectaría el fondo de quienes están en el sistema y que fue debatida en el congreso dos días después y la cual no se llegó a ningún consenso. El día 1 de abril, esta medida es oficializada mediante el Decreto de Urgencia 034-202, siendo aplicado el beneficio desde los primeros 6 meses y no desde los 12 meses de la propuesta anterior.
A principios del mes de abril, la ministra de Trabajo y Promoción del Empleo (Sylvia Cáceres) comunica mediante un medio de prensa su aporte en la habilitación de un bono de 380 soles para los 780 mil trabajadores independientes que cuenten con hogares vulnerables, siendo aplicada formalmente para el día 8 de abril, mediante un comunicado oficial del gobierno. El Congreso por su parte, aprueba un proyecto de ley que autoriza el retiro del 25 % de las AFP hasta una cantidad máxima de 12 900 soles, mientras que el Seguro Integral de Salud (SIS) aprueba la transferencia de 60 millones de soles a establecimientos de salud para atención de sus afiliados.
El 13 de abril, el gobierno decreta la «suspensión perfecta de labores» acompañada de ingresos para los trabajadores, asimismo, destina unos 92 millones de soles para garantizar el seguro de EsSalud de los trabajadores. El 14 de abril, el gobierno anuncia un nuevo bono para las micro y pequeñas empresas, a través del «Fondo de Apoyo Empresarial-MYPE». El 26 de abril, el presidente Martín Vizcarra anuncia que —de los 300 millones de soles que se aplicó anteriormente— se agregará 500 millones de soles de apoyo adicional como bono para las pequeñas empresas siendo autorizada para el día 29 de abril con una transferencia de 500 millones de soles al Fondo de Apoyo Empresarial (FAE). El 30 de abril, el gobierno aprueba el retiro de hasta 3000 soles para los afiliados (AFP) fraccionando el retiro de 1000 soles por mes (mayo, junio y julio). Más tarde, el gobierno amplia el límite del retiro de las AFP hasta 5000 soles en respuesta a la iniciativa realizada por el Congreso.

### Crítica

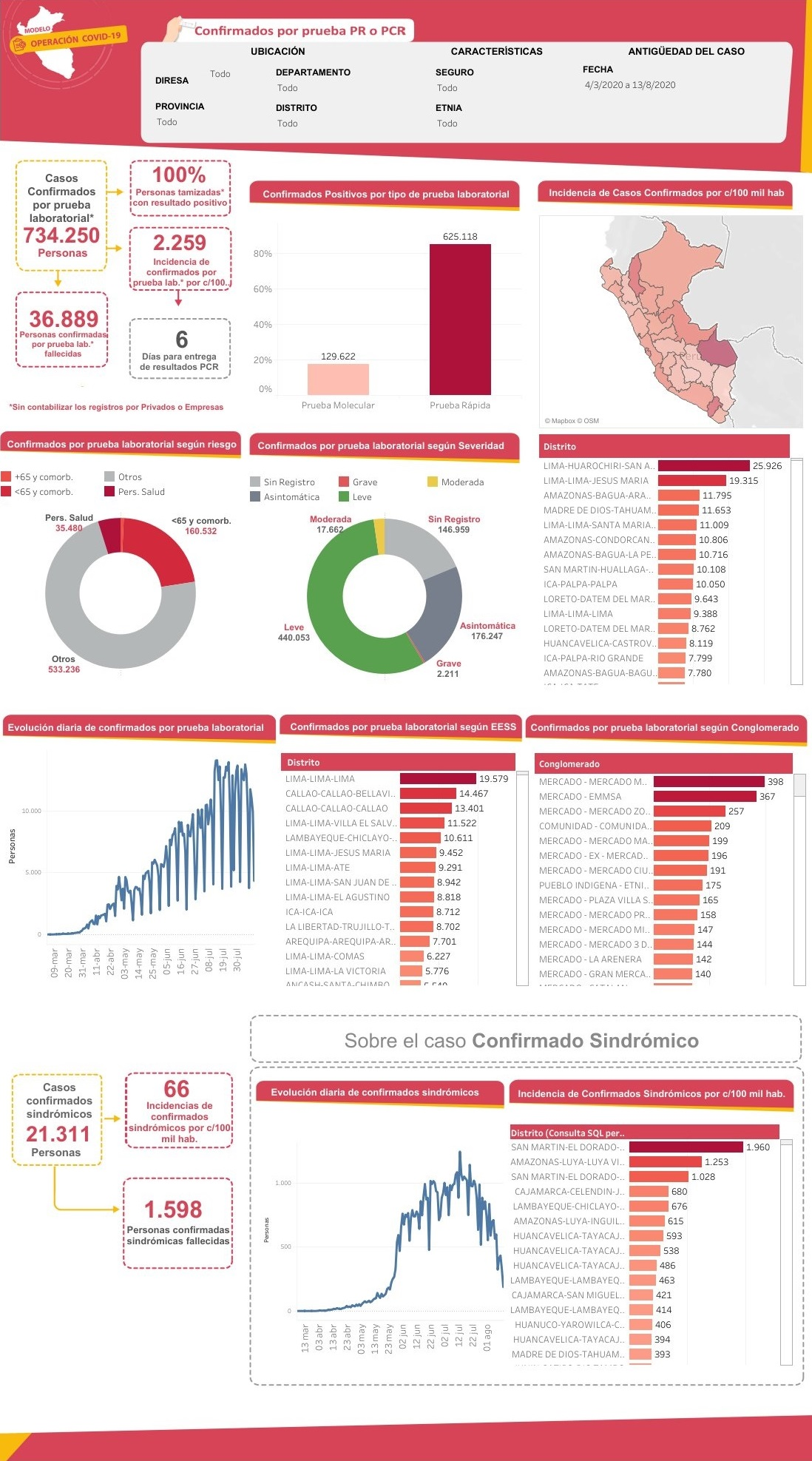
Desfase en la cifra de casos y muertos comparado con los reportes diarios, según la Sala Situacional COVID-19 Perú del MINSA publicada el 13 de ago.
de 2020 en Tableau Software.

#### Nacional
2020
El 24 de marzo, el exdirector del Instituto Nacional de Salud (INS) Ernesto Bustamante, puso en cuestión la compra de pruebas rápidas (serológicas) para la detección de la COVID-19 realizada por el Ministerio de Salud tras indicar que —dichas pruebas solo detecta anticuerpos del virus y no la enfermedad a tiempo—. El 27 de marzo, surge una crítica de los medios españoles al gobierno de España sobre la compra en la adquisición de los test de pruebas rápidas a la empresa china Bioeasy que no funcionaban correctamente, el ministro de Salud Víctor Zamora comunicó que «las pruebas rápidas no son de los mismos proveedores de España y que estas cuentan con las certificaciones de calidad que nuestro país exige».
En la segunda semana de abril surge una polémica sobre el testimonio del médico Ricardo Villarán del hospital Almenara que, a través de su cuenta personal de Facebook, puso en cuestionamiento la eficiencia del sistema de salud del hospital reclamando el cambio de la presidencia de la institución. EsSalud respondió el caso solicitando al médico las pruebas correspondientes sobre las falencias en la institución con la finalidad de evitar un escándalo, aclarando que la Red Asistencial Almenara no ejerció ningún tipo de mordaza a sus trabajadores y que respeta la libertad de expresión. La jefa del Comando COVID-19 Pilar Mazetti se pronunció al respecto, comunicando que admitir la falta equipos de protección no debería ser sancionado, asegurando que es una obligación de los médicos exponer lo que está mal para mejorarlo.
El 9 de abril, el decano de Colegio Médico del Perú Miguel Palacios informa en un medio de prensa la falta de equipos de protección para los médicos que atienen a las personas infectadas, advirtiendo a las autoridades que sus vidas corren riesgo y solicitando al presidente el abastecimiento de mascarillas, guantes y mamelucos para los doctores. A las 6:00 horas (UTC−5) de ese mismo día, el Ministerio de Salud anuncia la distribución de más de 8 millones de implementos de equipos de protección personal en Lima y todas las regiones del país, evidenciando la falta de anticipación en la distribución de los equipos de protección. El 11 de abril, el Colegio Médico del Perú (CMP) informó que en el país se registraron 183 médicos infectados por COVID-19 criticando la falta de prevención por parte de las autoridades. Esta falta de capacidad de abastecimiento de equipos de protección aún se mantendría hasta el final del mes al reportarse protestas del personal de salud en Tumbes y Apurímac, mientras por contagio se reportaron en Ucayali y en Lima en el hospital Grau. Esta situación obligó que las autoridades recurrieran al traslado de médicos a la capital para su atención médica desde Iquitos y el traslado de médicos de Lima a Lambayeque. El 10 de mayo, tras el continuo pedido por el traslado de varios médicos infectados, el ministro de Salud comentó al respecto indicando que «desde el punto de vista legal todos los profesionales son igual de ciudadanos que el resto de personas» resaltando su dificultad para decidir el traslado de los pacientes infectados, esta declaración ocasionó que surgieran muchas críticas en su contra ocasionando que algunos solicitaran su renuncia al cargo y su expulsión de la Orden Médica. Once días después, el ministro de Salud decide disculparse por la frase a través de RPP Noticias: «Lamento muy profundamente que una frase mal dicha y peor interpretada haya herido tan profundamente la sensibilidad de mis colegas, mis hermanos, mis amigos, y por supuesto que siento y me disculpo por esa situación». Para fines de mayo, la cifra de contagios en los médicos aumenta a 1061 casos —de las cuales 33 se encontraron en estado crítico y 26 fallecieron— siendo la mayor parte proveniente de las ciudades de Lima, Piura, Iquitos y Pucallpa. Mientras que a principios de junio, las muertes ascendieron a 45.
El 19 de abril, el medio de prensa Ojo Público confirmó que la compra de 1.4 millones de pruebas rápidas realizada por el gobierno a la compañía biotecnológica china Orient Gene Biotech no contaba con el certificado para dispositivo médico otorgado por la Administración Nacional de Productos Médicos (NMPA) en China y tampoco en la nómina referencial para China utilizada por la Organización Mundial de la Salud (OMS), el ministro de salud Víctor Zamora comunicó que el primer embarque de dichas pruebas llegaron al país cuando China aún no pedía el certificado de calidad de la NMPA y aquellas pruebas cumplieron con los requisitos exigidos y certificaciones que se les exigió en su momento en el país y también en los estándares de mercados de la Unión Europea. El 20 de abril, Perú Compras también admite que no existía el requisito del Certificado de Registro de Producto de Dispositivo Médico de China y informa que el gobierno compró las pruebas a las empresas Nipro Medical Corporation y Multimedical Supplies siendo sus fabricantes las empresas Orient Gene Biotech y Core Technologies que contaron con la autorización sanitaria de funcionamiento emitida por la Dirección General de Medicamentos, Insumos y Drogas (Digemid). Asimismo, la empresa Nipro Medical Corporation informó que en su proceso de compra incorporó cuatro documentos emitidos a su favor por Tuv Rheinland (un organismo de certificación de origen alemán), cuyos informes (emitidos en enero del 2018) indican que Orient Gene Biotech ha aplicado y establecido un sistema de calidad administrativa para los equipos médicos.
El 21 de abril, según una información estadística presentada por la Universidad Johns Hopkins y The Washington Post, revela que «la ciudad de Lima es la única que cuenta con más decesos por COVID-19 que siete países de Sudamérica» siendo superada por Brasil (2588) y Ecuador (520). El 28 de abril, el informe presentado por IDL-Reporteros indicó que desde los crematorios Piedrangel y Campo Fe se obtuvo un total de 1073 muertes por COVID-19 solo en Lima y Callao, cuestionando la cifra presentada por Minsa —que reportaba ese día una cifra de 484 muertos en la sala situacional—. El ministro de Salud Víctor Zamora admitió la posibilidad de un subregistro de las cifras oficiales, sin embargo, negó que exista una manipulación de los datos registrados en los fallecidos al indicar la existencia de tres cifras que registran una causa de muerte: la oficial, la cifra de muertes por registro civil y una estimación. La titular del Comando COVID-19 Pilar Mazzetti también informó sobre el tema indicando que cualquier persona fallecida cuyo fallecimiento no se ha producido por una causa evidente debe ser considerada como caso sospechoso de haber contraído la COVID-19.
2023
Cuando Carlos Paredes fue consultado por la gestión de Vizcarra durante la pandemia de COVID-19, el periodista reveló para el programa Milagros Leiva entrevista lo siguiente:

No se ha investigado cómo Martín Vizcarra, de manera irresponsable, salía todos los mediodías a falsear cifras. Tengo información de muy buena fuente que él recibía cifras del MINSA y las maquillaba, las distorsionaba, las disminuía para salir hablar como si fuera el padre de todos.
Carlos Paredes, 28 de abril de 2023.

#### Exterior
En 2020, según Associated Press, funcionarios peruanos calificaron a la pandemia de COVID-19 como «la crisis de salud pública más devastadora que ha golpeado al país desde 1492».
Durante 2022 Michelle Bachelet (en ese entonces la Alta comisionada de las Naciones Unidas para los Derechos Humanos) visitó Perú en medio de la cuarta ola de COVID-19. En sus palabras, aseguró que el impacto de la emergencia sanitaria sobre la sociedad peruana fue «devastador».

### Corrupción
El 7 de abril, la Fiscalía Especializada en Delitos de Corrupción de Funcionarios a nivel nacional informa que desde el 17 de marzo hasta la fecha recibió un total de 64 denuncias, de las cuales 10 son por presuntas irregularidades en la sobrevaloración de canastas de víveres y padrones que benefician con el Bono de 380 soles a allegados de funcionarios y servidores ediles, también se revela una presunta sobrevaloración en la compra de 35 ventiladores mecánicos para el Hospital de Emergencias COVID-19 de Ate Vitarte así como las denuncias contra efectivos policiales que habrían solicitado un soborno con la condición de retirar la infracción. La entidad comunicó que los fiscales anticorrupción siguen realizando acciones de prevención mediante visitas inopinadas y videollamadas de exhortación a los 1874 municipios que recibieron 213 650 millones soles para la adquisición y distribución de canastas de víveres para la población más vulnerable.
El 10 de abril, la Defensoría del Pueblo advierte al Comando COVID-19 sobre el escaso avance de la ejecución de los recursos que el gobierno transfirió a las autoridades locales, indicando que 17 regiones gastan menos del 20 % de su presupuesto COVID-19 otorgado por el gobierno siendo el departamento de Tumbes el que encabeza la lista con un avance del 16.9 %, le sigue Cajamarca con 16.3 % de ejecución, Huánuco con 15.1 %, Puno y San Martín con 14.2 %. Walter Gutiérrez «el defensor del Pueblo» propuso al presidente Martín Vizcarra que el Ministerio de Salud asuma el plan de contingencia en los territorios que cuenta con pocos resultados en la ejecución del presupuesto. El 13 de abril, el ministro de Salud se pronuncia afirmando que «endurecerá cualquier acto de robo o corrupción en el sector», asimismo, estableció comités de profesionales y trabajadores de los hospitales para vigilancia del uso adecuado de los equipos de protección personal (EPP) y los insumos para la realización de descarte de las pruebas rápidas con el objetivo de impedir los robos sistemáticos de los EPP que ocurren de manera cotidiana y que debilita la respuesta ante la pandemia. El 29 de abril, durante una conferencia de prensa, el presidente Martín Vizcarra se pronuncia calificando de imperdonable la corrupción en el país en plena pandemia y anuncia que los actos de corrupción serán castigados con todo el peso de la ley.

### Vacunación

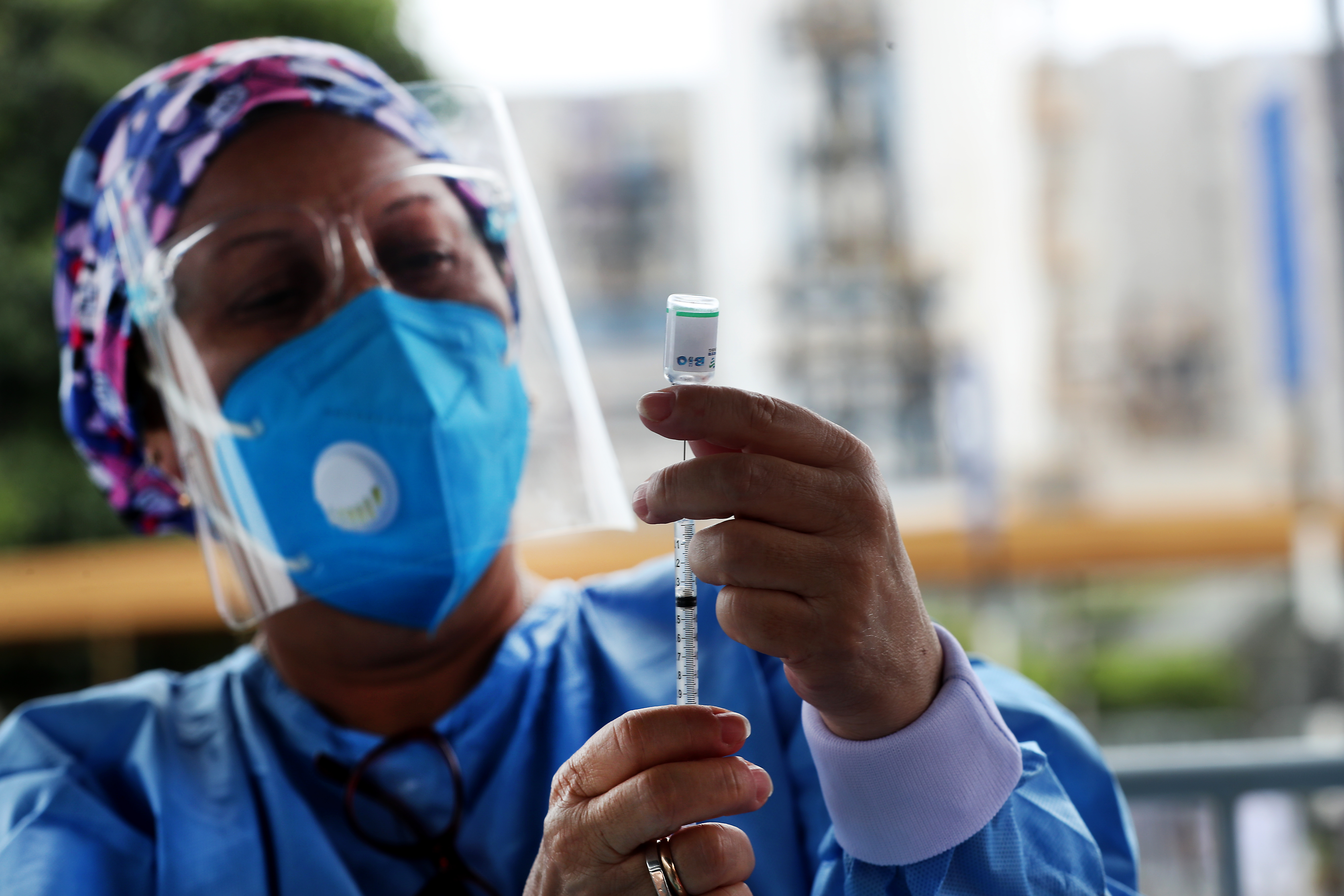
Enfermera sosteniendo una dosis de la vacuna BBIBP-CorV (Sinopharm) durante la primera jornada de vacunación.

El jefe de Estado, Francisco Sagasti, anunció el 6 de enero de 2021 la compra de 38 millones de vacunas que formarían parte del plan de vacunación previsto para inmunizar a la población del territorio contra la COVID-19. Durante su mensaje a la nación, anunció que el primer lote de vacunas de Sinopharm llegarían a finales del mes de enero de dicho año y los primeros que serían inoculados con la vacuna serían los miembros del personal médico y sanitario del país, quienes pertenecen a la primera etapa de vacunados. El 29 de enero de 2021, durante una conferencia de prensa del Consejo de Ministros, la ministra de salud, Pilar Mazzetti anunció que el primer lote de vacunas de Sinopharm serían embarcadas el 8 de febrero y llegarían el 9 de febrero al Perú.
El 7 de febrero de 2021 a las 19:54 UTC-5, diversos medios informativos del país informaban de la llegada del vuelo AF 480 de Air France al Perú, que contenía en su interior el primer lote de 300 mil dosis de la vacuna contra la COVID-19 de la empresa china Sinopharm, para que posteriormente sean trasladas al Centro Nacional de Abastecimiento de Recursos Estratégicos en Salud (CENARES) para garantizar la protección constante tras la refrigeración de las vacunas Sinopharm en contenedores para su futuro uso. Un segundo lote de 700 mil vacunas de Sinopharm llegaron el sábado 13 de febrero, para así completar la primera entrega de un millón de dosis.
El inicio de la vacunación contra la COVID-19 en el Perú marca un hito en la historia de la inmunización contra diversas enfermedades en el país, y se inicia el 9 de febrero de 2021, con la vacunación del jefe de la Unidad de Cuidados Intensivos (UCI) y Cuidados Intermedios del Hospital Arzobispo Loayza, Josef Vallejos Acevedo. Desde entonces hasta el presente ya se han vacunado al 80% de personas con las 2 dosis de vacunación.

## Respuesta médica

### Ventiladores mecánicos

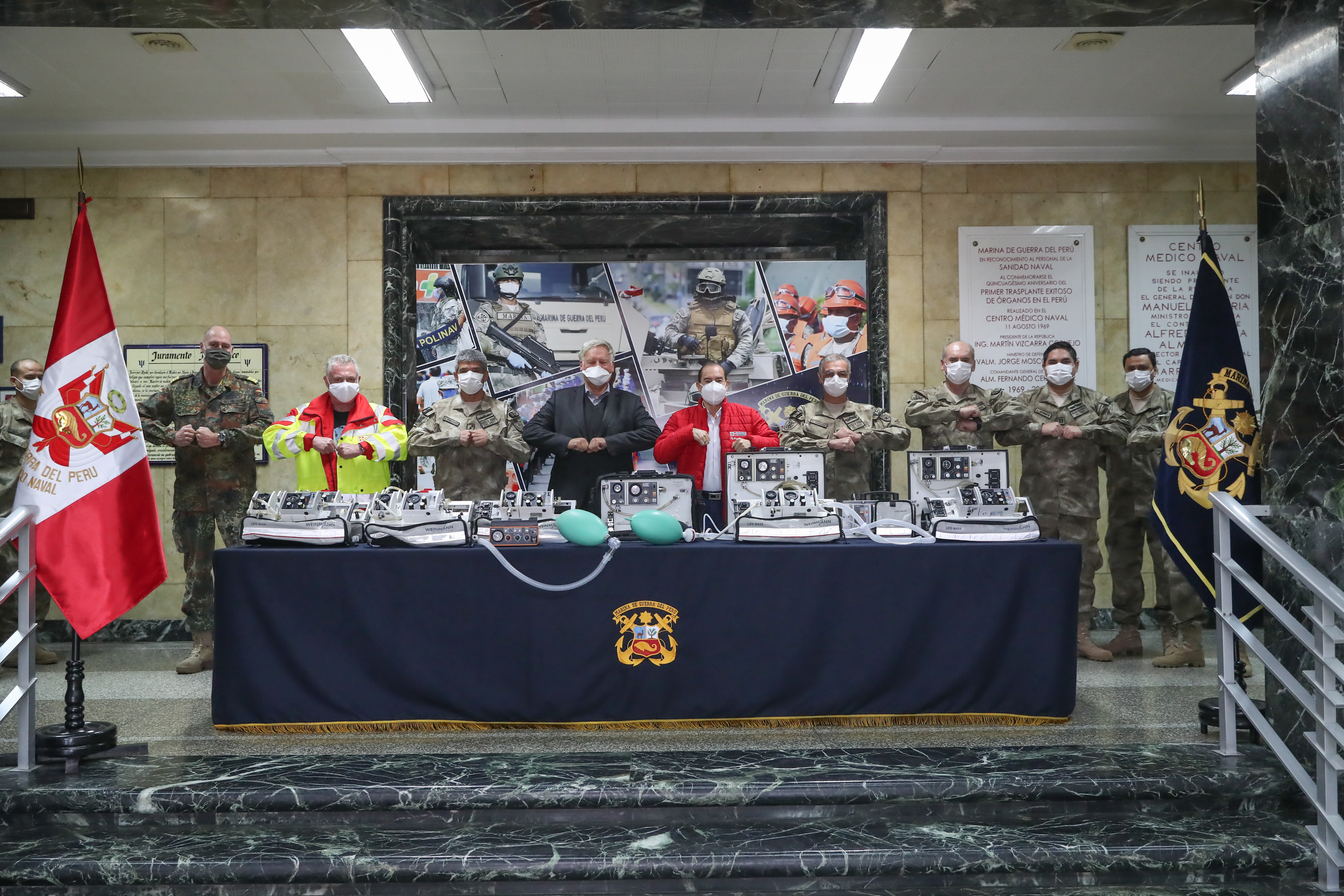
Donación de respiradores mecánicos por parte de Alemania al Hospital Naval del Perú.

El brote por COVID-19 ocasionó que los sistemas de salud de varios países atraviesen por un colapso sanitario y decidieran realizar esfuerzos por la obtención de los ventiladores mecánicos y otros insumos médicos. Esta crisis sanitaria produjo que existiera una fuerte demanda de estos aparatos en los países desarrollados que terminaría por complicar su compra en los países latinoamericanos, siendo el Perú uno de los más perjudicados. El ministro del Interior Walter Martos afirmó que en el país existe una escasez en la cantidad de respiradores mecánicos, acaeciendo en una urgente necesidad para su ampliación. El 21 de marzo, los ingenieros de la universidad Pontificia Universidad Católica del Perú (PUCP) trabajaron en el diseño y desarrollo de un respirador mecánico con un bajo coste y rápida implementación, esta iniciativa incentivó que el ministro de Salud Víctor Zamora se reuniera con los delegados del PUCP y realizaran un acuerdo para su posible producción en el mes de abril.
A principios de abril, el Perú contó con 276 ventiladores mecánicos siendo ampliado a 500 su capacidad luego de las declaraciones de la titular del Comando de Operaciones COVID-19 Pilar Mazzeti. El ministro de Salud por su parte, decide autorizar con urgencia la fabricación de respiradores artificiales básicos y de calidad a la Marina de Guerra del Perú para su producción nacional durante el estado de emergencia, dichos respiradores mecánicos se denominaron «Samay» que significa «respirar» en quechua. En los días posteriores, otras universidades locales se suman para la producción de esos aparatos. La Universidad de Piura inicia la fabricación de 10 ventiladores mecánicos, ofreciendo un servicio de reparación para su región. El 12 de abril, el equipo de la PUPC y cuatro empresas privadas culminan la creación de un respirador mecánico bautizándolo con el nombre «Masi» que proviene del quechua y su nombre es denominado «un compañero o amigo cercano que brinda apoyo». El presidente Martín Vizcarra y el ministro de Salud Víctor Zamora, hacen una visita al laboratorio del PUCP, inspeccionando su función y planteando su producción a partir del mes de mayo. El 16 de abril, La Universidad Nacional de Ingeniería (UNI) y la Universidad Peruana Cayetano Heredia (UPCH) se suman en su fabricación estableciendo un prototipo cuyas piezas pueden ser fabricadas en impresoras 3D, unos días más tarde se uniría el hospital Arzobispo Loayza con el desarrollo de un nuevo prototipo cuya elaboración emplea ingeniería inversa.
A principios de julio, el Perú pasa de tener de 100 a 1300 ventiladores mecánicos. Una cantidad que fue creciendo debido a la producción nacional y compras internacionales así como las donaciones recibidas de China (125), Estados Unidos (250), Alemania (30) y diversas empresas privadas. Según las declaraciones del presidente Martín Vizcarra, el Perú pasaría a bordear los 2000 ventiladores mecánicos luego de la compra de 400 ventiladores adicionales desde China.

### Protocolos
El 31 de marzo, el Ministerio de Salud aprueba un documento técnico que establece acciones son dirigidas para la prevención, diagnóstico y tratamiento de las personas hospitalizadas; Adaptándose a los estudios internacionales sobre el uso de fármacos en atención de pacientes con COVID-19, siendo estos la: Cloroquina, Hidroxicloroquina, Azitromicina, Lopinavir/Ritonavir, entre otros.
El 2 de abril, el Ministerio de Salud aprueba una norma para que los cuerpos de las personas que fallecen a causa de la COVID-19 sean incinerados, sin embargo, la Defensoría del Pueblo comunicó sobre la imposibilidad de aplicar la norma considerando la situación real de los crematorios que a penas existen cuatro crematorios públicos disponibles, recomendando la modificación de la norma y se priorice la inhumación en condiciones de bioseguridad. El 10 de abril, el ministro de Salud Víctor Zamora anuncia la creación de un comando de levantamiento de cadáveres, tras registrarse en las calles de diferentes distritos de la ciudad de Lima a personas que piden atención médica por síntomas de COVID-19. Días después, el Ministerio de Salud aprueba el protocolo desde la Resolución Ministerial N° 100-2020-Minsa, que fue aprobada el 23 de marzo. En este protocolo incluye equipos de trabajo conformados por un médico cirujano, un trabajador de salud ambiental, un chofer y personal de apoyo; que contarán con una movilidad, equipos de protección personal (EPP) y material necesario para la preparación del cadáver (bolsa hermética, solución desinfectante, pulverizador, entre otros).
El 19 de abril, el Ministerio de Salud aprueba una guía técnica que establece medidas de control para el traslado interprovincial excepcional de personas, esta medida establece que todos los viajeros deben pasar por una evaluación por la autoridad sanitaria de su jurisdicción (Diris, Diresas, Geresas) con el objetivo de identificar la detección y posibles síntomas compatibles con la enfermedad. Al día siguiente, el gobierno aprueba una directiva sanitaria que establece medidas para un programa de inmunización a nivel nacional, esta medida establece una nueva estrategia de vacunación en los establecimientos de salud que atenderá a diferentes partes de la población.
El 24 de abril, el gobierno aprueba mediante el Decreto Legislativo n.º 1466, una norma que facilita el intercambio prestacional entre establecimientos de salud públicos y privados. El 29 de abril, el Ministerio de Salud modifica el documento técnico «Prevención, Diagnóstico y Tratamiento de personas afectadas por Covid-19», aplicando nuevas estrategias para los tratamientos de los pacientes basándose en las experiencias internacionales y que buscan mejorar el pronóstico en casos leves, moderados y severos.
El 3 de mayo, el Ministerio de Salud aprueba una guía técnica para los restaurantes y servicios afines con modalidad de servicio a domicilio, brindando indicaciones sobre la compra y recepción de alimentos, almacenamiento, acondicionamiento, preparación de pedidos, despacho y entrega de la comida.

### Laboratorios
El 3 de abril, el ministro de Salud Víctor Zamora confirma la existencia de siete laboratorios (en su mayoría privados) que funcionan para el descarte de la COVID-19, entre ellas la Universidad Nacional Mayor de San Marcos; el Instituto de Medicina Tropical de Cayetano Heredia; NAMRU-6, el laboratorio de Estados Unidos en Perú; el laboratorio Roe de Magdalena; el UNILAB con sede Gregorio Escobedo; y el laboratorio Inbiomedic; Incluyendo el laboratorio regional de Arequipa que iniciaría funciones el 6 de abril.
El 28 de marzo, una investigación de Ojo Público reveló que el país tenía a su disposición doce laboratorios públicos que se encontraban en condiciones para la detección de la COVID-19 en diversos departamentos del país, mientras que el resto requerían el envío de sus muestras en un vuelo hacia Lima o las regiones cercanas que disponían de uno. Inicialmente los departamentos de Cusco, Cajamarca, La Libertad, Lambayeque, Piura, Tumbes, Loreto y San Martín fueron los primeros que contaban con un laboratorio. Sin embargo, tenían problemas para su aplicación como la falta de adquisición en los laboratorios de la costa norte y de transporte hacia zonas remotas en los laboratorios ubicados en la selva amazónica. El 5 de abril, el Ministerio de Salud habilitó el noveno laboratorio ubicado en la ciudad de Arequipa con una inversión de 580 mil soles, y paralelamente anunció la futura habilitación del laboratorio de la Universidad Nacional San Agustín (UNSA) en Arequipa y en los departamentos de Ica, Ucayali, Huánuco, Apurímac y Puno. El 25 de abril, dos laboratorios adicionales fueron habilitados en la ciudad de Ayacucho y Huánuco, tras pasar la supervisión del Instituto Nacional de Salud (INS). El 26 de mayo, la INS autorizó la operación del decimosegundo laboratorio en la ciudad de Arequipa por la UNSA.

### Vacuna
El 1 de abril, el Ministerio de Salud anuncia que el Instituto Nacional de Salud (INS) logró realizar el secuenciamiento del genoma completo de la COVID-19, determinándose que el virus llegó al país desde Europa y dejando en evidencia tres vectores (variantes) del mismo virus. Asimismo, el INS compartió esta información genética en la Base de Datos Internacional Global Initiative on Sharing All Influenza Data (GISAID), para profundizar las investigaciones.
El día 7 de abril, el Perú se une en una carrera internacional para el desarrollo de una vacuna contra la COVID-19, siendo la empresa farmacéutica Farvet y la Universidad Peruana Cayetano Heredia (UPCH) las primeras (conocidas a la fecha) que desarrollan conjuntamente una vacuna en Chincha empleando los mismos equipos que Alemania. Según Manolo Fernández, el director ejecutivo de la empresa Farvet, el método aplicado es el mismo que desarrollaron exitosamente en otros tipos de coronavirus que causan neumonías en aves sintetizando y produciendo una proteína llamada Spike S1 que impide que el virus se adhiera a la célula y se replique. Mirko Zimic por su parte, jefe del Laboratorio de Bioinformática y Biología Molecular de la UPCH, indicó que la cepa peruana es muy idéntica al aislado en España y cuyo mayor obstáculo es la producción de la proteína en gran cantidad. Asimismo, el Consejo Nacional de Ciencia, Tecnología e Innovación Tecnológica (Concytec) publicó un concurso de proyectos especiales de respuesta contra la COVID-19 recibiendo unas 600 propuestas que concursan por recibir 5 millones de soles (1.5 millones de dólares) para el financiamiento de los proyectos. El 17 de mayo, los científicos de Farvet y de la UPCH anuncian un avance de 95 % en la efectividad, considerando en la posibilidad de convertirse en un importante aporte del Perú al mundo.
El 5 de junio, la Estación Experimental de Investigación Científica y Mejora Genética de Alpacas perteneciente al Grupo Inca, seleccionan a cuatro alpacas para el desarrollo de una nueva vacuna que viene desarrollando en conjunto con Farvet y UPCH. Asimismo, indican que aquellas alpacas tiene la capacidad de generar algunos tipos de anticuerpos conocidos como «nanobodies», que son muy diminutos y tienen un potencial mayor contra los patógenos.

### Personal médico
El 9 de abril, el Ministerio de Salud aprueba guía técnica mediante la Resolución Ministerial N.º 180-2020-Minsa que establece procedimientos para el cuidado de la salud mental del personal de la salud que brinda atención a los pacientes infectados con COVID-19. El 12 de abril, el ejecutivo autoriza la creación del Servicio COVID Especial-Servicer que dispone la contratación del personal médico peruano y extranjero, esta medida tiene una duración para todo el periodo establecido en la Emergencia Sanitaria (de 90 días) hasta los treinta días posteriores. También autorizó la ampliación del seguro de vida para el personal de salud que realiza su labor en el centro hospitalario contra la COVID-19 y dispuso una transferencia de 49 millones de soles al Ministerio de Salud para el financiamiento de la medida.
El 17 de abril, el gobierno aprueba las medidas que permitan a las entidades del sector Salud del todo el país cuenten con mayor personal y programar el aumento de los turnos, también dispuso la transferencia de 20 millones de soles para la implementación de equipos de respuesta rápida en las Direcciones de Salud de Lima Metropolitana y de los Gobiernos Regionales, otro monto de 14 millones para la formación de equipos de seguimiento clínico bajo modalidad de Contratación Administrativa de Servicios (CAS) y otros 13 millones de soles para el financiamiento de servicios funerarios. El 24 de abril, el ministro de Salud establece una reunión con los representantes del Colegio de Enfermeros del Perú garantizando la promoción, protección y cuidados mediante la provisión integral de los equipos de protección personal, así como en la capacitación y el mejoramiento del bono de salud. También se ha previsto la eliminación de los contratos mediante servicios de terceros y la celeridad para su incorporación al régimen del CAS, impulsando el trabajo articulado para la promoción del Sistema Unificado de Salud.

### Muestras

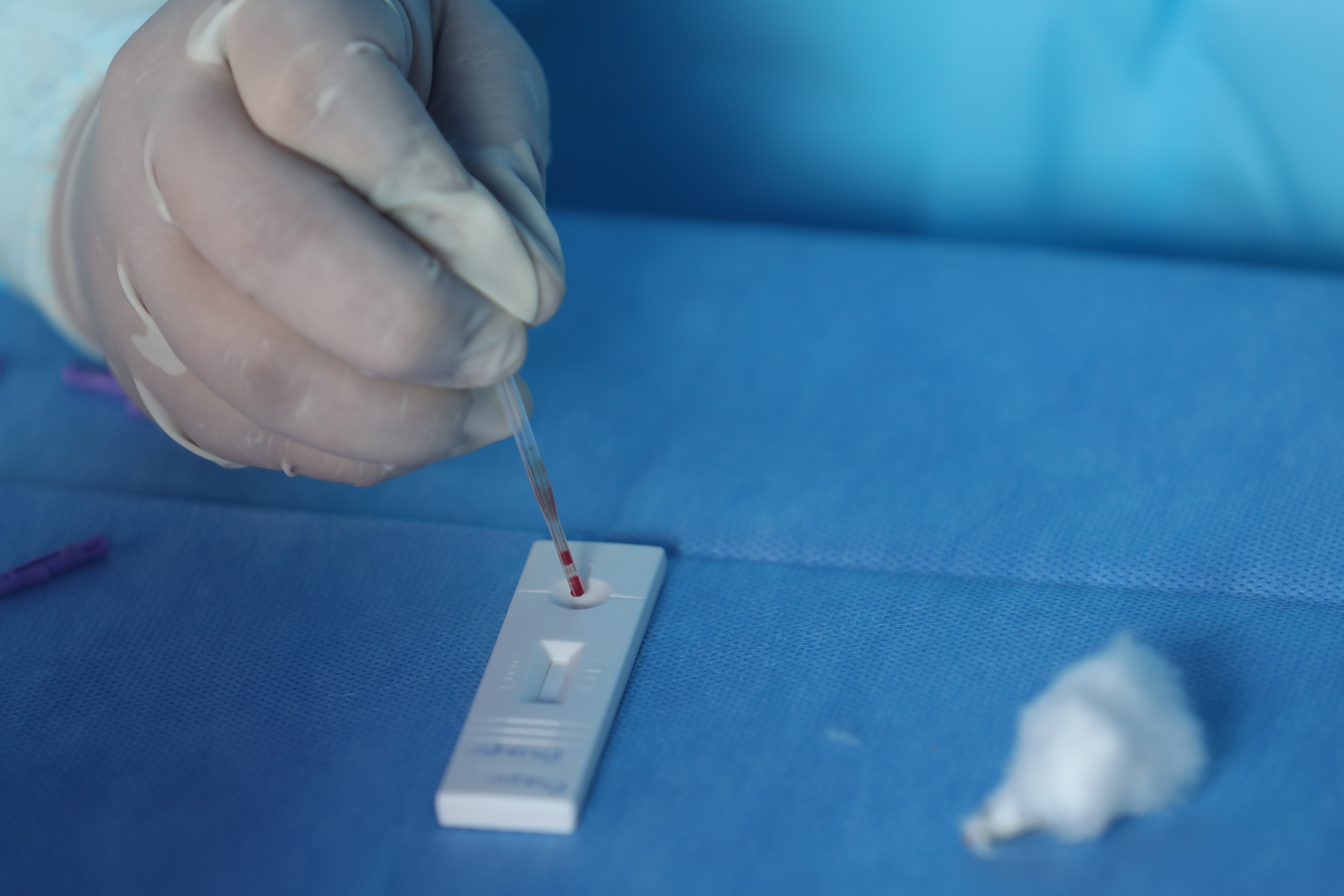
Prueba serológica de COVID-19, con una gota de sangre muestra reacciones de anticuerpos IgG e IgM.

El 14 de marzo, un día antes de la cuarentena, el Ministerio de Salud decide anunciar una des centralización en la evaluación de las muestras para el diagnóstico de la COVID-19 en el país, ampliando la cantidad de laboratorios a nueve. Los primeros laboratorios habilitados el 14 de marzo fueron establecidos en el departamento de Iquitos y Tumbes, manteniendo la habilitación de los 7 laboratorios restantes en los próximos días: en Cusco y La Libertad el día 16 de marzo; En San Martín y Piura para el día 18 de marzo; Finalmente en Jaén (Cajamarca), Ucayali y Ica para el 22 de marzo.
El 19 de marzo, el presidente Martín Vizcarra en conjunto con el Ministerio de Economía y Finanzas (MEF) anuncia la compra de 1.6 millones de pruebas por un coste de 102 millones de soles —de las cuales 1.4 millones de pruebas son para descarte rápido (serológicas) y 200 000 pruebas son para descarte molecular (PCR)—, el presidente comunicó a la población que la compra tiene la finalidad de «descentralizar la capacidad de diagnósticos en el resto del país» y que más tarde el Ministerio de Salud lo destina al norte del país, en los departamentos de La Libertad, Lambayeque, Piura y Cajamarca. Del total de estas pruebas, una cantidad de 300 000 de las pruebas serológicas llegan el día viernes 17 de marzo desde Shanghái (China), la ministra de economía María Antonieta Alva comunicó que las pruebas llegarán por partes: otras 300 000 pruebas el 2 de abril, 371 000 pruebas el 19 de abril y 400 000 el 30 de abril. Asimismo, informó que realizará la compra de nuevas pruebas de diagnóstico tras la gran demanda que existe en el mercado internacional. En ese mismo día, en una conferencia de prensa, el ministro de Salud Víctor Zamora añadió la adquisición de 300 000 pruebas moleculares (PCR) adicionales. El 25 de marzo, el ministro ratificó el uso de las pruebas serológicas en el país, indicando que dichas pruebas serán complementarias con las pruebas moleculares y aquella compra tiene el objetivo de reforzar la vigilancia epidemiológica.
El 30 de marzo, los medios de prensa informan que la oficina de Perú Compras del Instituto Nacional de Salud (INS) firmó el pedido de las pruebas moleculares diez días después de lo anunciado por el presidente, la entidad informó que el proceso de compra aún estaba en espera por motivos de cambio en términos de referencia y tuvo que sortear la competencia internacional con los Estados Unidos de América. Asimismo, se conoció que el pedido de la compra no fue inicialmente realizada en marzo, tuvo un inicio desde enero del mismo año a pedido del Ministerio de Salud. El presidente Martín Vizcarra por su parte, indicó que la obtención de un proveedor fue un proceso lento por la alta demanda del proyecto y que a estas alturas se requirió un aumento de la cantidad de pruebas. Asimismo, informó que está listo la orden de compra de las primeras 54 mil pruebas PCR y con un plazo previsto en el mes de abril.
El 10 de abril, el Perú empezó a procesar unas 9000 pruebas diarias tras las 1000 pruebas diarias que se realizó la semana pasada, asimismo, el presidente Martín Vizcarra informó que plantea alcanzar las 12 000 pruebas al día en la siguiente semana. En esa fecha, el Perú acumuló 56 681 muestras, de las cuales 25 643 son muestras PCR y 31 038 son muestras serológicas, siendo las muestras serológicas superior a la cantidad de pruebas PCR y obteniéndose una cantidad de 5897 resultados positivos. El ministro de Salud Víctor Zamora informó que el incremento de las pruebas tiene el objetivo de «mejorar la vigilancia epidemiológica». El 14 de abril, el país supera las 10 000 pruebas por día, normalizando esa cifra en los días posteriores.
El 19 de abril, el Instituto Nacional de Salud (INS) realiza la entrega de kits de diagnóstico molecular (PCR) a los laboratorios de las regiones de Cajamarca, La Libertad, Piura y Lambayeque; Otorgando una descentralización de la toma de muestras en diversas regiones del país sin necesidad de enviar las muestras por Lima. Asimismo, el ministro de Salud Víctor Zamora indicó que las regiones que cuentan con un laboratorio propio son Tumbes, Loreto, La Libertad, Piura y Cajamarca; También precisó que las siguientes entregas se realizará de manera gradual y próximamente en las regiones de Ucayali, Cusco, Ica, Arequipa y San Martín.
El 6 de mayo, el Instituto Nacional de Salud (INS) del Ministerio de Salud crea una prueba molecular para el diagnóstico de la COVID-19 —que cuenta con un menor costo y muestra los resultados en menos de una hora— siendo el Biólogo Genetista del INS Eduardo Juscamayta López el creador de la nueva propuesta y cuenta con el financiamiento de CONCYTEC por un monto de 300 mil soles.

### Servicios de telesalud

Logotipo del servicio de TeleSalud, usada por el Ministerio de Salud y en diversos centros médicos del país.

El 27 de marzo, el Ministerio de Salud aprueba una directiva para la implementación y desarrollo de los servicios de telemedicina síncrona y asíncrona que permitirá que la población acceda a una atención médica a distancia haciendo uso de tecnologías de la información y comunicación (TIC), siendo las Instituciones Prestadoras de Servicios de Salud (IPRESS) las que recibirán los criterios para la inserción de estos servicios a nivel nacional. El 10 de mayo, el gobierno aprueba a través del Decreto Legislativo N° 1490 la implementación y desarrollo de los servicios de telesalud en todos los establecimientos sanitarios del país, incluyendo la sanidad de las Fuerzas Armadas y Policía Nacional del Perú, otorgando un acceso gratuito por datos y telefonía, dicho servicio ha sido incluido diversas modalidades de atención: telemonitoreo para las condiciones de los pacientes, teleorientación para resolver dudas en las consultas y la telegestión para los establecimientos. Asimismo, incluye también el servicio de teleconsulta para los pacientes y teleinterconsulta para los profesionales de salud.

## Impacto

### Social

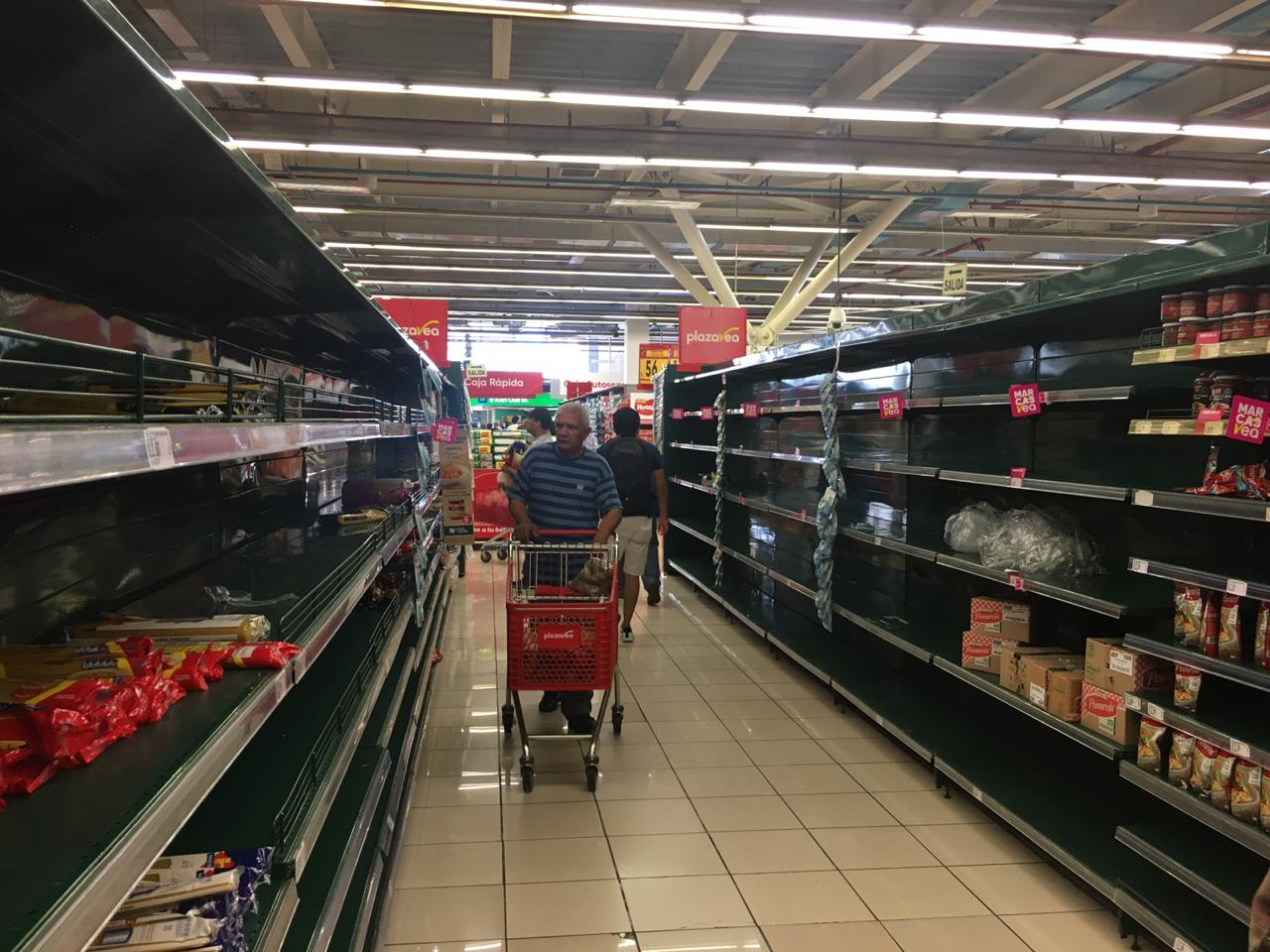
Supermercado con estantes casi vacíos durante pandemia de COVID-19, en Lima.

A principios de marzo, la propagación por COVID-19 se incrementó alrededor de 100 000 infectados y 4000 muertes en 114 países, obligando a la OMS declarar públicamente la situación como una pandemia a nivel global. Dicha situación ocasionó que alrededor del mundo surgiera una fuerte histeria colectiva en los consumidores y se empezaran a escasear los productos de primera necesidad tras una ola de compras masiva, tal efecto también llegó al Perú generando un gran desabastecimiento de mascarillas y geles antibacteriales en las farmacias, acaeciendo finalmente en una alza de los precios de aquellos productos. Este comportamiento también se extendió por diferentes regiones del interior del país, reportándose mayormente en las regiones de Ancash, Arequipa y Cusco. Sin embargo, el gobierno enfatizó que dicha crisis no afectará el abastecimiento de los productos, asegurando que el país posee un fuerte mercado interno agrícola y una baja dependencia de los productos importados. Fernando Cillóniz, presidente del directorio de la Empresa Municipal de Mercados S.A. (EMMSA), comunicó que la agricultura en el país pasa por momentos favorables, descartando la posibilidad de generar un fuerte desabastecimiento. Asimismo, el sector empresarial conformado por la Asociación de Exportadores (ADEX), la Cámara de Comercio de Lima (CCL), la Confederación Nacional de Instituciones Empresariales Privadas (CONFIEP), la Sociedad de Comercio Exterior del Perú (COMEX PERÚ) y la Sociedad Nacional de Industrias (SNI), informaron a la población que garantizarán la cadena de abastecimiento de alimentos y productos de limpieza e higiene en el país y exhortó evitar la sobredemanda de aquellos productos.

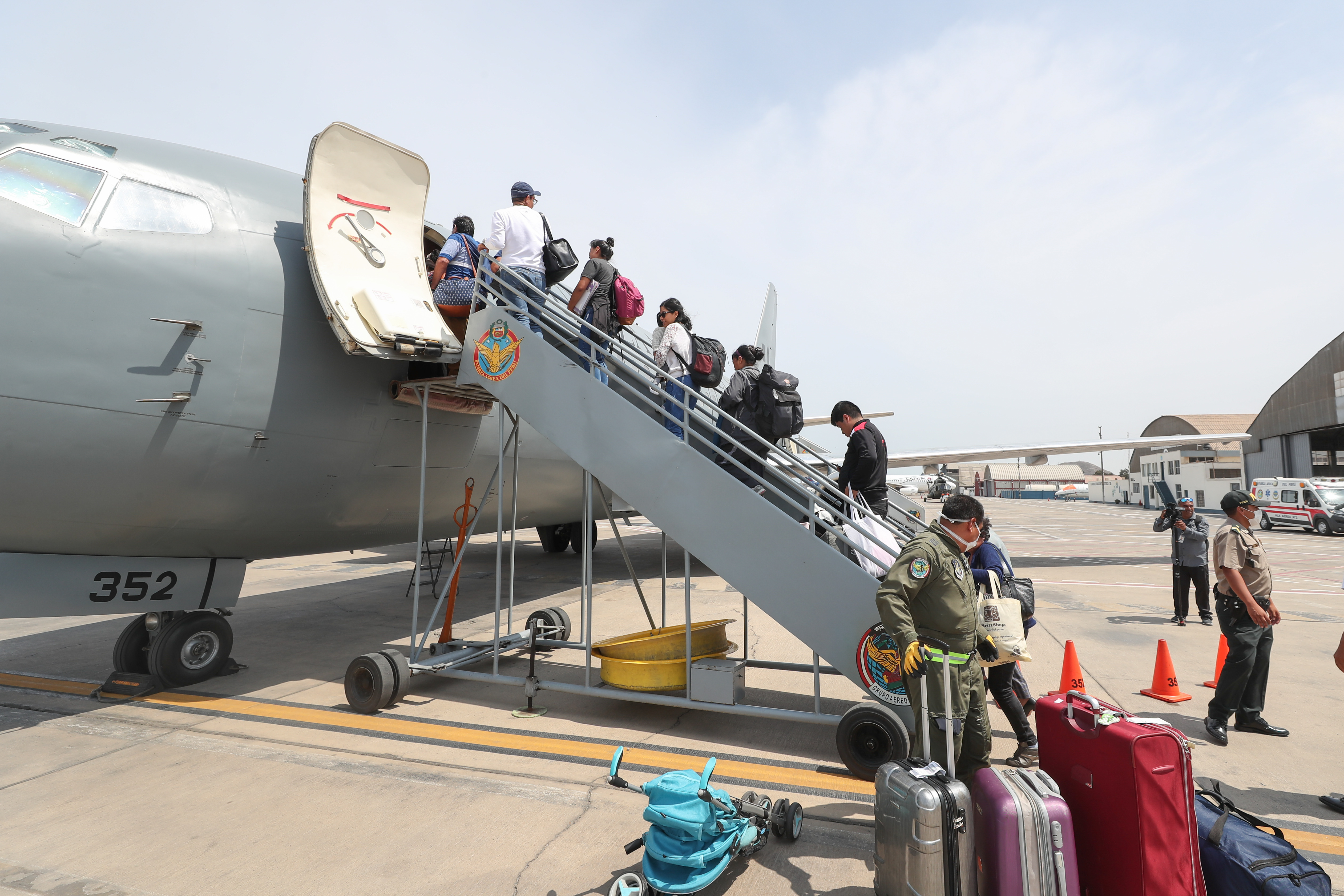
Vuelos humanitarios realizados por la Fuerza Aérea del Perú desde el Aeropuerto Internacional Jorge Chávez en Lima para el interior del país.

Desde mediados de abril, la prolongación del aislamiento social obligatorio decretado por el gobierno ocasionó que miles de personas (especialmente desde la capital) decidieran regresar a sus regiones de origen por diversos motivos: ingresos económicos, algún trámite que necesitaban hacer en la capital, falta de trabajo o por una atención médica urgente. La ministra del Ambiente Fabiola Muñoz se pronunció anunciando que realizará la manera de ordenar y articular el traslado de las personas a sus regiones mediante un programa de empadronamiento, así como establecer un análisis de descarte. Esta crisis también fueron reportados desde otras regiones del país, cuando un reporte de Ojo Público informa el fallecimiento de un joven de 25 años que intentaba cruzar el río Pampas (frontera entre Apurímac y Ayacucho) en su largo viaje desde la región de Ica. Desde entonces, se reportaron varias personas esperando la ayuda del gobierno o sus gobiernos regionales para el retorno a sus lugares de origen. Para fines de abril, esta problemática fue atendida por diversas autoridades, Defensa Civil comunicó el traslado humanitario de unas 4000 personas por vía terrestre o aérea luego de realizar los análisis de descarte y establecer una cuarentena obligatoria dentro de las regiones de origen. Unos días después, el presidente del Consejo de Ministros Vicente Zeballos comunicó que unos 167 856 personas en todo el país se inscribieron en padrones para el retorno a sus regiones luego de establecer acuerdos con los gobiernos regionales, sin embargo, informó que el gobierno cuenta con la capacidad de realizar unas 800 pruebas diarias indicando que el traslado se realizará de manera progresiva y ordenada. El 28 de abril, la ministra del Ambiente estableció un cambio de estrategia para el traslado indicando que todas las personas que desean regresar a sus regiones deberán permanecer en cuarentena por 14 días en Lima y someterse dos veces la prueba rápida (al principio y al final de la cuarentena). En el mes de mayo, comunicó que unas 200 000 personas se empadronaron priorizando un traslado ordenado y gradual. Defensa Civil informó que unas 24 606 personas lograron retornar a sus regiones, de la cual unas 17 803 fueron desde Lima hacia el interior del país, otras 4716 desde las regiones hacia Lima y 2087 en viajes interregionales (excluyendo Lima).

### Educación

«Aprendo en casa» es la estrategia educativa a distancia que se emplea en los centros educativos escolares, principalmente en los estatales.

El 11 de marzo, cinco días después del primer caso positivo, el Ministerio de Educación decide postergar el inicio de clases de todas las escuelas públicas y privadas del país hasta el día 30 de marzo como medida de contención de la pandemia. La misma medida se aplicó al día siguiente, con la suspensión de clases para todas las universidades públicas y privadas del país. Luego de dichas medidas, el ministerio anunció el 14 de marzo la compra de kits de higiene con carácter de urgencia para la desinfección de las escuelas públicas con una inversión de 165 millones de soles.
La pérdida de clases ocasionada por la postergación obligó al ministerio a plantear la educación a distancia creando el programa «Aprendo en casa» para la recuperación de clases y alistando las clases virtuales como un plan de contingencia, dicho plan recibió el apoyo de gran parte de las radio-emisoras y algunos canales de televisión local que han dispuesto el alcance para las personas que no cuentan con un servicio de Internet. Esta recuperación, no completamente virtual, se dio oficialmente a partir del 6 de abril mediante la resolución ministerial N° 160-2020- MINEDU publicada en el diario El Peruano. Para el 8 de abril, el programa empieza a recibir gran aceptación por la ciudadanía de todos los estratos sociales obteniendo un mayor índice de audiencia que los programas matutinos para adultos y llegando a trasmitir para 4.3 millones de personas en su primer día de emisión y lo cual contó con 1.8 millones de usuarios por internet. El 21 de marzo, el ministerio crea el cuento infantil «Los niños contra el coronavirus» que fue traducido en varios idiomas amerindios de la selva y emitidas a través de sus escuelas, en Spotify y por radio de emisora local. Este relato es una adaptación de su similar «Rosa contra el virus», de la psicóloga española Mercedes Bermejo.
El 16 de abril, según una encuesta virtual realizada por la Asociación Peruana de Consumidores y Usuarios (Aspec) determinó que un 90 % de padres de familias se encontraban insatisfechos con la educación a distancia que recibían sus hijos en los colegios privados, siendo mayoritaria el reclamo en las regiones de: Lima, Arequipa, Callao, La Libertad y Piura. Asimismo, también reveló que un 69 % de los encuestadores informaron que las escuelas privadas no redujeron las pensiones durante el estado de emergencia decretado por el gobierno. El 22 de abril, el programa «Aprendo en casa» recibe apoyo nacional e internacional, Rayo en la botella y el canal de televisión de la Universidad de San Martín de Porres son uno de los connacionales que ofrecieron su apoyo, mientras que en el ámbito internacional fueron Amazon, Plaza Sésamo y Movistar TV.

### Transporte

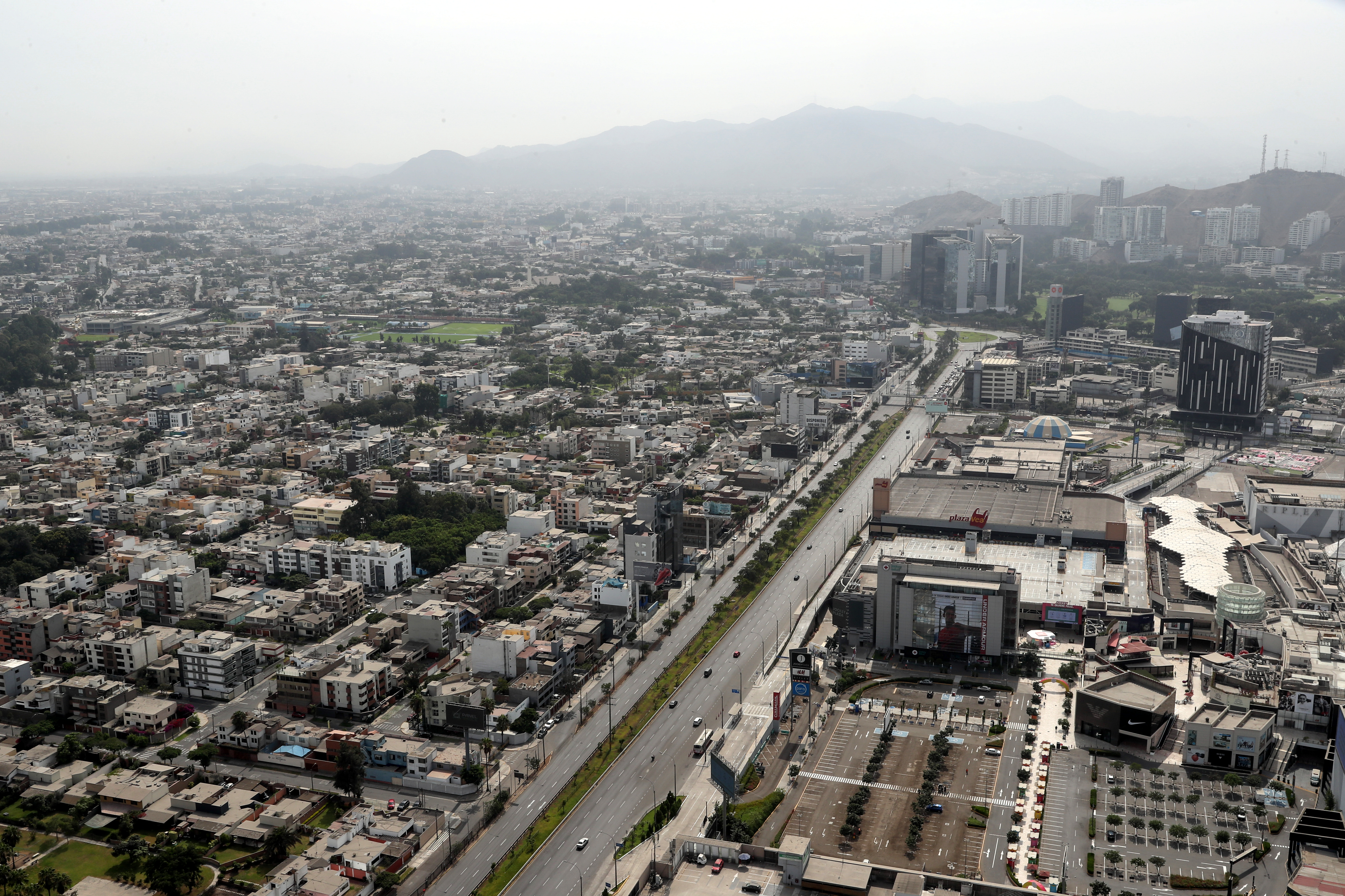
La avenida Javier Prado Este durante la cuarentena el 17 de marzo.

El 15 de marzo, el gobierno decide decretar Estado de Emergencia a nivel nacional como medida de contención, ocasionando el cierre de todas las fronteras del país desde el 16 de marzo. El ministro del Interior Calos Morán, indicó que el cierre corresponde tanto para el servicio internacional como interprovincial de pasajeros, así como la intervención de la Policía Nacional del Perú y las Fuerzas Armadas para el cumplimiento de la medida. Sin embargo, la Superintendencia de Transporte Terrestre de Personas, Carga y Mercancías (Sutran) comunicó que la restricción no será aplicada para el transporte de carga y mercancías por las vías terrestre, fluvial, aérea y ferroviaria. La Autoridad de Transporte Urbano (ATU) por su parte, limitó la capacidad del transporte público formal (Metropolitano, el Metro y los corredores complementarios) de la ciudad de Lima y Callao en un 50 %, disponiendo el registro obligatorio para su circulación y aplicando la circulación de los taxis formales según su número de placa. Asimismo, emite las disposiciones sanitarias para evitar la propagación de la COVID-19 en el transporte urbano de la ciudad de Lima y Callao, priorizando la desinfección y limpieza de las unidades de transporte público. Una medida que se refuerza para el día 2 de abril, destinando una inversión de 50 millones de soles. En los días siguientes, hasta el 19 de marzo, la medida es aplicada en otras provincias del país, cada una con su requerimiento propio prevaleciendo la reducción de las unidades o los kits de limpieza e desinfección. Las provincias que aplicaron esta medida a la fecha son Piura, Ayacucho, Cajamarca, Maynas, Trujillo y Cusco. El 18 de marzo, el gobierno decide prohibir la circulación de los vehículos particulares, tras registrar un aumento de estos vehículos durante el Estado de Emergencia, otorgando el derecho a las fuerzas armadas y la policía nacional para su intervención.
El 11 de mayo, el Ministerio de Transportes y Comunicaciones establece un nuevo protocolo para los conductores, cobradores y usuarios que deben cumplir para evitar la propagación de la COVID-19. Asimismo, informó que la Policía Nacional y las Fuerzas Armadas realizan operativos en 32 puntos estratégicos en 14 distritos de Lima, con la finalidad de asegurar el cumplimiento de dicho protocolo.

### Economía
El 20 de marzo, el Instituto Peruano de Economía indicó mediante una nota de prensa, que los sectores más afectados por la interrupción del proceso productivo ocasionada por la cuarentena son la minería, el turismo y el comercio. Según un estudio, estimó que los sectores más afectados serán el comercio, pesca, turismo y minería. —Sectores como el pesquero, la paralización impide la exportación de la anchoveta y la elaboración de la harina de pescado, siendo esta última para el país un mayor productor mundial con ventas de unas 900 mil toneladas métricas. El sector minero presenta pérdidas por la baja demanda generada por el coronavirus en China, que es el destino que concentra el 45 % de las exportaciones mineras peruanas y de cerca de 70 % para el cobre—. A consecuencia de la emergencia mundial, las exportaciones estuvieron cayendo debido a la baja demanda de China, la Unión Europea y Estados Unidos que representan el 60 % de sus exportaciones no tradicionales. Esto sumado al sector de Hidrocarburos que fue paralizado por la caída de los precios de petróleo, ocasionada a principios de marzo por la guerra de precios entre Arabia Saudita y Rusia. Ambas crisis derivó para el sector petrolero una pérdida de 35 millones de dólares en ingresos para el fisco y de 23 millones de dólares en las transferencias de canon para las regiones productoras. Con respecto a las exportaciones en las regiones del interior del país, según Perú Cámaras, estima que los tres departamentos más afectados por la caída del comercio exterior serán Apurímac (98.5 %), Puno (90.1 %) y Cusco (86.2 %).
Dada la situación económica que sobrepasa el país, la ministra de Economía y Finanzas María Antonieta Alva comunicó que, debido a la fortaleza económica que obtuvo el país, el impacto del coronavirus tendrá un margen limitado indicando que el PIB continuará creciendo a lo largo del 2020. Asimismo, afirmó que el país posee un fuerte espacio fiscal y monetario para frenar la crisis, asegurando que tiene los recursos necesarios para enfrentar la situación y que el país cuenta con tres instrumentos fiscales para atenuar el impacto. Sin embargo, durante la apertura de reactivación económica, admitió que el país sufrirá una caída económica similar a la posguerra de la Guerra del Pacífico, debido a la crisis causada por la pandemia. Las calificadoras de riesgo tales como Standard & Poor’s y Moody's también reconocieron dicha fortaleza económica del país, decidiendo mantener el grado de calificación crediticia del país. Un caso contrario con Fitch Ratings, que decidió rebajar la calificación. Según el economista Alfredo Thorne «Es una llamada de atención de que Perú se esta alineando a países medianamente endeudados, como Colombia y México y ha dejado este grupo de países que tenían grandes ahorros y bajas deudas». Mientras que el exministro de Economía y Finanzas Alonso Segura agregó que «es la primera vez en 20 años que el Perú no había tenido una calificación baja».
Según el Banco mundial, indicó que la contracción económica causada por la pandemia ocasionará la peor recesión en 80 años, anunciando que el Perú cuenta con una caída de -4.7 % en el mes de abril y sufrirá una caída de -12 % en todo el año.

### Frontera
El día lunes 16 de marzo a las 23:59, las fronteras del país fueron cerradas durante un lapso de 15 días luego que el gobierno anunciara Estado de Emergencia a nivel nacional el día 15 de marzo. Sin embargo, dicha medida tuvo un día libre (15 de marzo) para el retorno de los connacionales, lo cual la cancillería peruana decide reabrir la frontera sur con Chile luego de realizar un acuerdo con la cancillería chilena, permitiendo una vez más el retorno de los peruanos y chilenos. Dicha situación no se logró en la frontera con Bolivia ocasionando reclamos de los bolivianos que necesitaban comerciar en el lado peruano, asimismo, la policía tomó el control del río Desaguadero que es habitualmente usado por lancheros bolivianos que realizan mercadería de contrabando, empleando fuerza policial y militar en otras zonas de la frontera con Bolivia. El 29 de marzo, las autoridades bolivianas reportan una persona infectada con COVID-19 en la ciudad fronteriza de Copacabana, motivando que el Ejército peruano y la Policía Nacional realizaran una vigilancia (por día y noche) en las fronteras desde el Hito 2 (distrito de Unicachi) hasta el Hito 20 (Kasani), disponiendo también el uso de drones por sitios no habituales. También realiza refuerzo de vigilancia en Tacna, en la frontera con Chile, con el fin de impedir el paso de ilegales al territorio peruano. El 2 de abril, el Gobierno Regional de Tumbes, el Ejército y la Policía Nacional refuerzan la vigilancia y control en la frontera con Ecuador a lo largo del canal binacional, luego que las autoridades tumbesinas descubrieran un puente artesanal que era usado como paso ilegal. Para el 4 de abril, el gobierno central toma la medida, desplegando la infantería blindada y cinco vehículos porta tropas orugas M113 A1 para vigilancia fronteriza diurna-nocturna en el departamento de Tumbes. César Astudillo, el general del ejército y jefe de comando conjunto de las fuerzas armadas del Perú, comunica que dicha vigilancia también se realizará en el departamento de Piura.

### Turismo
El impacto económico que ocasionó la pandemia en las economías en el mundo tuvo una fuerte repercusión en los negocios en el interior del país. El sector turístico, que recibe anualmente 4.5 millones de turistas y que representa al país el 3 % del PIB (Producto Bruto Interno), es uno de los primeros en ser duramente afectados. Desde el 11 de marzo, la Canatur ha registrado en días anteriores la pérdida de cinco mil paquetes turísticos procedentes de China y Japón que empezaron por afectar directamente a los restaurantes, alojamientos, agencias de turismo, entre otros. Asimismo, la limitación del aforo en los eventos (anunciado el 12 de marzo) y el estado de emergencia ocasionaron que diversos eventos culturales y otras actividades se cancelaran —tales como la cancelación de los carnavales en Ayacucho, el Festival de la Vendimia, las misiones comerciales de sus principales productos y la visita de una delegación norteamericana en San Martín, así como el menor flujo turístico en Cusco—.

## Respuesta ciudadana

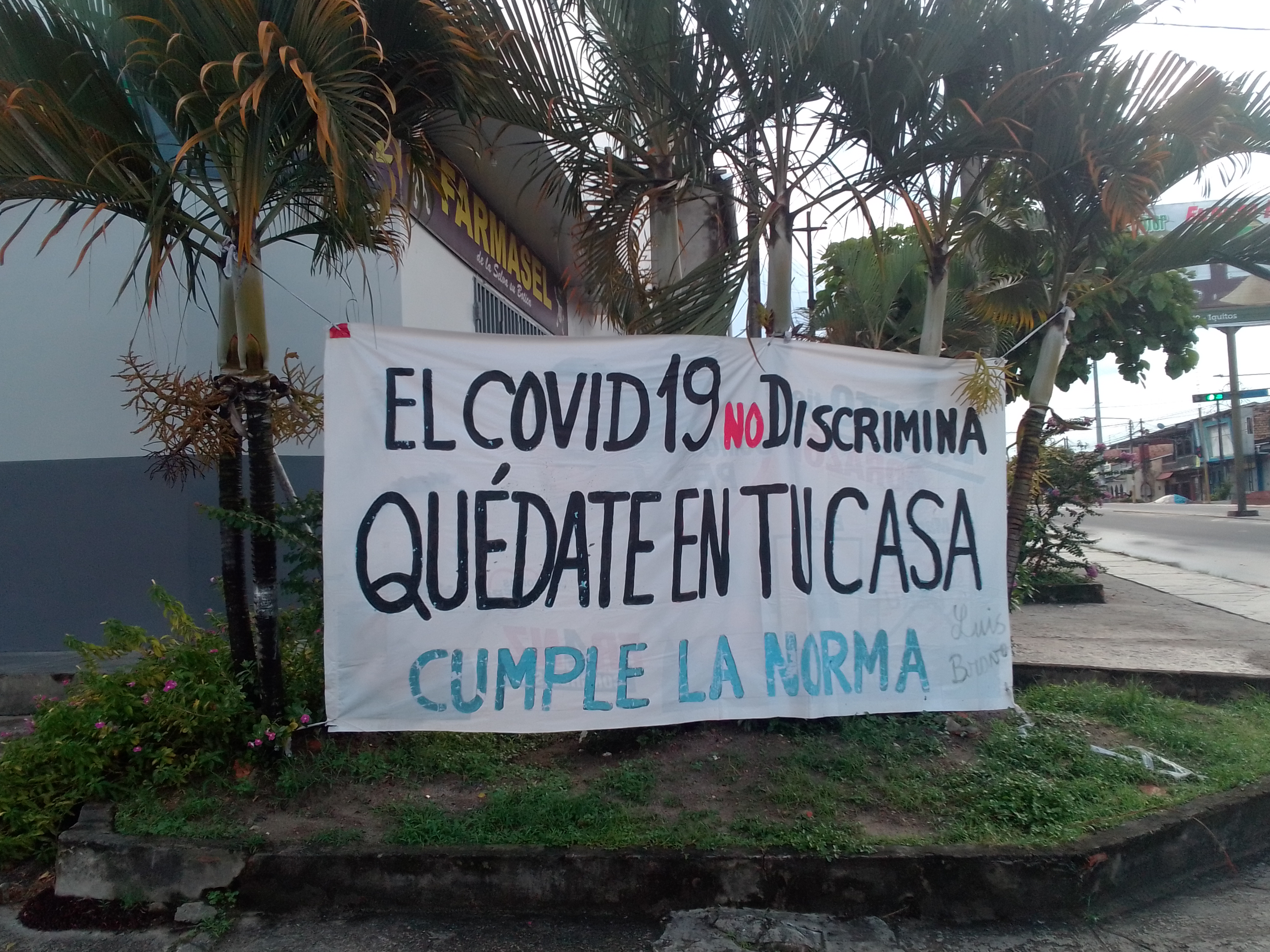
Cartel en Iquitos con una versión del hashtag #YoMeQuedoEnCasa, un movimiento muy usado en España e Italia.

Luego que el gobierno anunciara el estado de emergencia y cuarentena a nivel nacional desde el día 15 de marzo, en Lima surgió una respuesta ciudadana positiva frente a la situación. A través de las redes sociales, se organizó una iniciativa promovida por la Selección Peruana de Fútbol que convocaba a la población realizar un canto masivo de la canción «Contigo Perú» desde las 20:00 horas mediante los hashtags «YoMeQuedoEnCasa», «BanderazoPorElPerú» y «ContigoPerú» con la finalidad de evitar la propagación del virus. Sin embargo, en los días posteriores surgió una iniciativa similar y de mayor influencia, muchas personas se asomaban desde sus balcones o ventanas de sus hogares realizando un «aplauso sanitario» en agradecimiento a los trabajadores que luchan contra la COVID-19, el mismo gesto se repitió en varias zonas del distrito de Jesús María y hacia otros lugares de la ciudad. También se hizo eco en Twitter el hashtag «AplausosALosQueEstánAfuera», que siguió la misma iniciativa. El viernes 20 de marzo, los titulares de todos los diarios peruanos amanecieron con el hashtag «YoMeQuedoEnCasa». Esta iniciativa recoge otras experiencias similares en España y Argentina, donde los diarios se unieron para dar un solo mensaje en sus portadas. Ese movimiento tan popular surgió en Italia, el país europeo más afectado por el brote de la COVID-19, en donde su población tomó esta iniciativa como una forma de agradecimiento para el personal de sanidad y otros trabajadores. También entonaban el himno nacional o algunas canciones tradicionales como una forma de sobrellevar mejor la cuarentena.

## Opinión pública

### Ipsos
Origen de la COVID-19
| Agosto de 2020 | 66% | 29% | 5% | [ 231 ] |

Percepción de la ivermectina
Percepción del dióxido de cloro
La COVID-19 como preocupación principal
| ¿Es la COVID-19 una preocupación principal en su país? | ¿Es la COVID-19 una preocupación principal en su país? | ¿Es la COVID-19 una preocupación principal en su país? | ¿Es la COVID-19 una preocupación principal en su país? | ¿Es la COVID-19 una preocupación principal en su país? | ¿Es la COVID-19 una preocupación principal en su país? | ¿Es la COVID-19 una preocupación principal en su país? | ¿Es la COVID-19 una preocupación principal en su país? | ¿Es la COVID-19 una preocupación principal en su país? | ¿Es la COVID-19 una preocupación principal en su país? | ¿Es la COVID-19 una preocupación principal en su país? | ¿Es la COVID-19 una preocupación principal en su país? |
| 2020                                                   | 2020                                                   | 2020                                                   | 2020                                                   | 2021                                                   | 2021                                                   | 2022                                                   | 2022                                                   | 2023                                                   | 2023                                                   | 2024                                                   | 2024                                                   |
| OpciónMes                                              | Muestra                                                | Sí                                                     | Ref(s).                                                | Sí                                                     | Ref.                                                   | Sí                                                     | Ref.                                                   | Sí                                                     | Ref.                                                   | Sí                                                     | Ref.                                                   |
| ------------------------------------------------------ | ------------------------------------------------------ | ------------------------------------------------------ | ------------------------------------------------------ | ------------------------------------------------------ | ------------------------------------------------------ | ------------------------------------------------------ | ------------------------------------------------------ | ------------------------------------------------------ | ------------------------------------------------------ | ------------------------------------------------------ | ------------------------------------------------------ |
| Enero                                                  | —                                                      | —                                                      | —                                                      | 52%                                                    | [ 232 ]                                                | 41%                                                    | [ 233 ]                                                | 9%                                                     | [ 234 ]                                                | 5%                                                     | [ 235 ]                                                |
| Febrero                                                | —                                                      | —                                                      | —                                                      | 58/61%                                                 | [ 236 ]                                                | 37%                                                    | [ 237 ]                                                | 5%                                                     | [ 238 ]                                                | 4%                                                     | [ 239 ]                                                |
| Marzo                                                  | —                                                      | —                                                      | —                                                      | 57%                                                    | [ 240 ]                                                | 24%                                                    | [ 241 ]                                                | 3%                                                     | [ 242 ]                                                | 2%                                                     | [ 243 ]                                                |
| Abril                                                  | —                                                      | 69%                                                    | [ 244 ]                                                | 60%                                                    | [ 245 ]                                                | 18%                                                    | [ 246 ]                                                | 6%                                                     | [ 247 ]                                                | 4%                                                     | [ 248 ]                                                |
| Mayo                                                   | —                                                      | 69%                                                    | [ 249 ]                                                | 58%                                                    | [ 250 ]                                                | 13%                                                    | [ 251 ]                                                | 2%                                                     | [ 252 ]                                                | 3%                                                     | [ 253 ]                                                |
| Junio                                                  | 488                                                    | 63%                                                    | [ 254 ] [ 255 ]                                        | 46%                                                    | [ 256 ]                                                | 8%                                                     | [ 257 ]                                                | 2%                                                     | [ 258 ]                                                | —                                                      | —                                                      |
| Julio                                                  | 500                                                    | 60%                                                    | [ 259 ] [ 255 ]                                        | 47%                                                    | [ 260 ]                                                | 13%                                                    | [ 261 ]                                                | 3%                                                     | [ 262 ]                                                | —                                                      | —                                                      |
| Agosto                                                 | 501                                                    | 58%                                                    | [ 263 ] [ 264 ]                                        | 40%                                                    | [ 265 ]                                                | 13%                                                    | [ 266 ]                                                | 2%                                                     | [ 267 ]                                                | —                                                      | —                                                      |
| Septiembre                                             | 503                                                    | 55%                                                    | [ 268 ] [ 269 ]                                        | 42%                                                    | [ 270 ] [ 271 ]                                        | 7%                                                     | [ 272 ]                                                | 3%                                                     | [ 273 ]                                                | —                                                      | —                                                      |
| Octubre                                                | 501                                                    | 49%                                                    | [ 274 ] [ 275 ]                                        | 30%                                                    | [ 276 ]                                                | 5%                                                     | [ 277 ]                                                | 3%                                                     | [ 278 ]                                                | —                                                      | —                                                      |
| Noviembre                                              | 501                                                    | 42%                                                    | [ 279 ] [ 275 ]                                        | 30%                                                    | [ 280 ]                                                | 3%                                                     | [ 281 ]                                                | 1%                                                     | [ 282 ]                                                | —                                                      | —                                                      |
| Diciembre                                              | 500                                                    | 43%                                                    | [ 283 ] [ 284 ]                                        | 33%                                                    | [ 285 ]                                                | 17%                                                    | [ 286 ]                                                | 3%                                                     | [ 287 ]                                                | —                                                      | —                                                      |

## Estadísticas

### Vacunación
| 94,2 % completado |  |
| \| \| \|          |  |
|                   |  |

|  |  |

| 90,5 % completado |  |
| \| \| \|          |  |
|                   |  |

|  |  |

| 74,9 % completado |  |
| \| \| \|          |  |
|                   |  |

|  |  |

| 28,6 % completado |  |
| \| \| \|          |  |
|                   |  |

|  |  |

| 24,2 % completado |  |
| \| \| \|          |  |
|                   |  |

|  |  |

| 6,5 % completado |  |
| \| \| \|         |  |
|                  |  |

|  |  |

| 8,9 % completado |  |
| \| \| \|         |  |
|                  |  |

|  |  |